# Zach Braff
Zachary Israel "Zach" Braff, född 6 april 1975 i South Orange, New Jersey, är en amerikansk skådespelare, manusförfattare och filmregissör.
Braff blev känd 2001 för sin roll som Dr. John Dorian i TV-serien Scrubs, för vilken Braff nominerades till en Emmy Award och tre Golden Globe Awards. 2004 gjorde Braff sin regidebut med filmen Garden State.

## Karriär
Zach började med teater, bland annat William Shakespeares Macbeth och Trettondagsafton. Braff syntes också i Woody Allens film Manhattan Murder Mystery från 1993.

### Scrubs
Karriären tog fart 2001 när Braff fick rollen som Dr. John Dorian i TV-serien Scrubs, som var Braffs största roll hittills i en TV-serie. För rollen som 'J.D.' har Braff blivit nominerad till tre Golden Globes och en Emmy. Första avsnittet ("pilotavsnittet") sändes 2 oktober 2001 och det senaste avsnittet sändes 6 maj 2010. Serien lades ner 2010 efter nio säsonger.  Den sista säsongen var bara en sorts spin-off med nya karaktärer och en del gamla. Zach Braff medverkade i sex av de tretton avsnitten.

### Långfilmer
2004 hade Zach Braffs indieprojekt Garden State premiär. Braff spelade huvudrollen, regisserade och hade även skrivit manus till filmen. Braff var även involverad i att välja musiken till filmen. Soundtracket, som släpptes efter filmen, gjorde stor succé och bidrog starkt till att ge filmen ett bättre rykte. Albumet belönades med en grammy för "Best Soundtrack Album" år 2005.
2006 hade Zach Braff återigen en huvudroll i en storfilm. Denna gång var det The Last Kiss, där Braff spelade mot bland andra Rachel Bilson som gjorde sin debut inom långfilmssammanhang. 2013 hade Braff en roll i Disneys storfilm Oz: The Great and Powerful

### Podcast
Den 31 mars 2020 släppte Braff det första avsnittet av podcasten Fake Doctors, Real Friends tillsammans med forna Scrubskollegan och nära vännen Donald Faison (som spelade Turk). Podcasten, som avhandlar Scrubs-avsnitt i kronologisk ordning, blev snabbt populär och Scrubs-profiler som skaparen Bill Lawrence, John C. McGinley (Dr. Cox), Sarah Chalke (Elliot) och Judy Reyes (Carla) är några av de som gästat programmet.

## Filmografi

### Som skådespelare
- 1993 – Manhattan Murder Mystery
- 2000 – Blue Moon
- 2000 – The Broken Hearts Club
- 2001–2010 – Scrubs (TV-serie)
- 2004 – Garden State (även manus och regi)
- 2005 – Lilla kycklingen (Röst)
- 2006 – The Last Kiss
- 2007 – The Ex
- 2011 – The High Cost of Living
- 2013 – Oz the Great and Powerful
- 2014 – Wish I Was Here (även regi, manus och produktion)
- 2022 – Moonshot

### Filmregi
- 1997 – Lionel on a Sunday
- 2004 – Garden State
- 2008 – Night Life (TV-film)
- 2014 – Wish I Was Here
- 2015 – Self Promotion (TV-film)
- 2017 – Going in Style
- 2023 – En god människa

### Övrigt
- 2004–2009 – Regisserade Scrubs-avsnitten "My Last Chance", "My Best Laid Plans", "My Way Home", "My No Good Reason", "My Growing Pains", "My Princess" och "My Chief Concern"
- 2005 – Regisserade musikvideon till låten "Chariot" av Gavin DeGraw [4]